# Latona
Latona je bila u rimskoj mitologiji ista boginja kao Leta u grčkoj mitologiji, dakle majka bogova - Apolona i Dijane.

## Latonini atributi i simboli
Njene moći bile su vrlo slične kao boga Vulkana (grčkog Hefesta).

## Etimologija
Latinsko ime Latona nastalo je kao derivat etrurskog imena Letun.

## Latona umitologiji
I rimska verzija mita o Latoni je gotovo potpuna ista, kao i grčka. Latona je bila lijepa kći Titana Polusa i njegove žene Febe, u koju se zagledao i na kraju je obljubio vrhovni bog Jupiter. Kad je Jupiterova ljubomorna žena Junona, saznala da je njen muž obljubio Latonu, uz pomoć božice Tere zabranila je svim kopnima na svijetu da prime trudnu Latonu, i poslala zmiju Pitona da pronađe nju i njenu djecu i ubije ih.
Jupiter se sažalio na nju, te otrgnuo komad Sicilije, i stvorio novi komad kopna pored Sicilije (ili u Egeju - ovisi o verziji mita), plutajući otok Ortigiju, a Jupiter je pretvorio sebe i Latonu u prepelice i doletio do Ortigije (starogrčki: ὄρτυξ - ortis =prepelica), gdje je Latona rodila blizance Apolona i Dijanu.U znak svoje zahvalnosti Letona je učvrstila otok uz morsko dno, - kasnije je taj otok dobio ime Delos.
U Ovidijevoj verziji mita iz Metamorfoza, Orion je junak koji je prvi priskočio u pomoć Latoni, kad su nju i djecu napali Licijci ali je ljutita Terra poslala škorpiona na njega, te je on nakon uboda umro.
Njezina ljepota bila je kobna za diva Titija, koji ju je pokušao silovati, pa su ga zbog toga ubila njezina djeca Apolon i Dijana.

## Vanjske poveznice
- Myths about the Roman Goddess Latona  Arhivirana inačica izvorne stranice od 21. listopada 2011. (Wayback Machine) (engl.)
- Božica Leto / Latona s portala Encyclopædia Britannica (engl.)